# Lire toscane
Pour les articles homonymes, voir Lire (monnaie).
La lire (en italien, lira) est l'ancienne monnaie officielle du grand-duché de Toscane, à partir de 1569, puis du royaume d'Étrurie, jusqu'en 1807, remplacée par le franc français. La lire toscane redevient la monnaie du duché de 1815 à 1826, puis elle est remplacée par le florin toscan (ƒ).

## Histoire monétaire

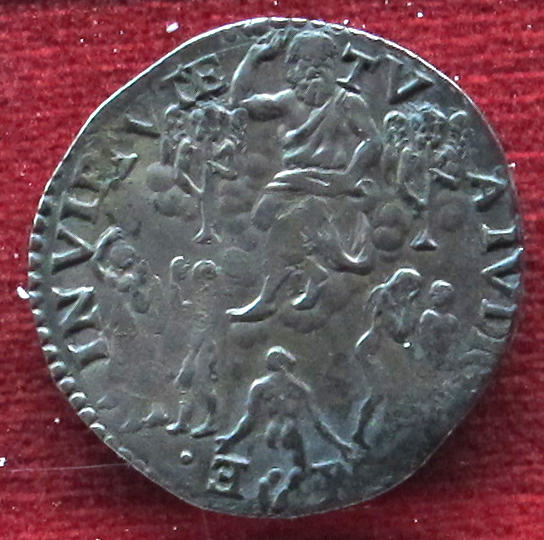
Pièce de 20 soldi ou une lire d'argent frappée sous Cosme Ier en 1544 (revers). La gravure est de Pietro Paolo Galeotti.

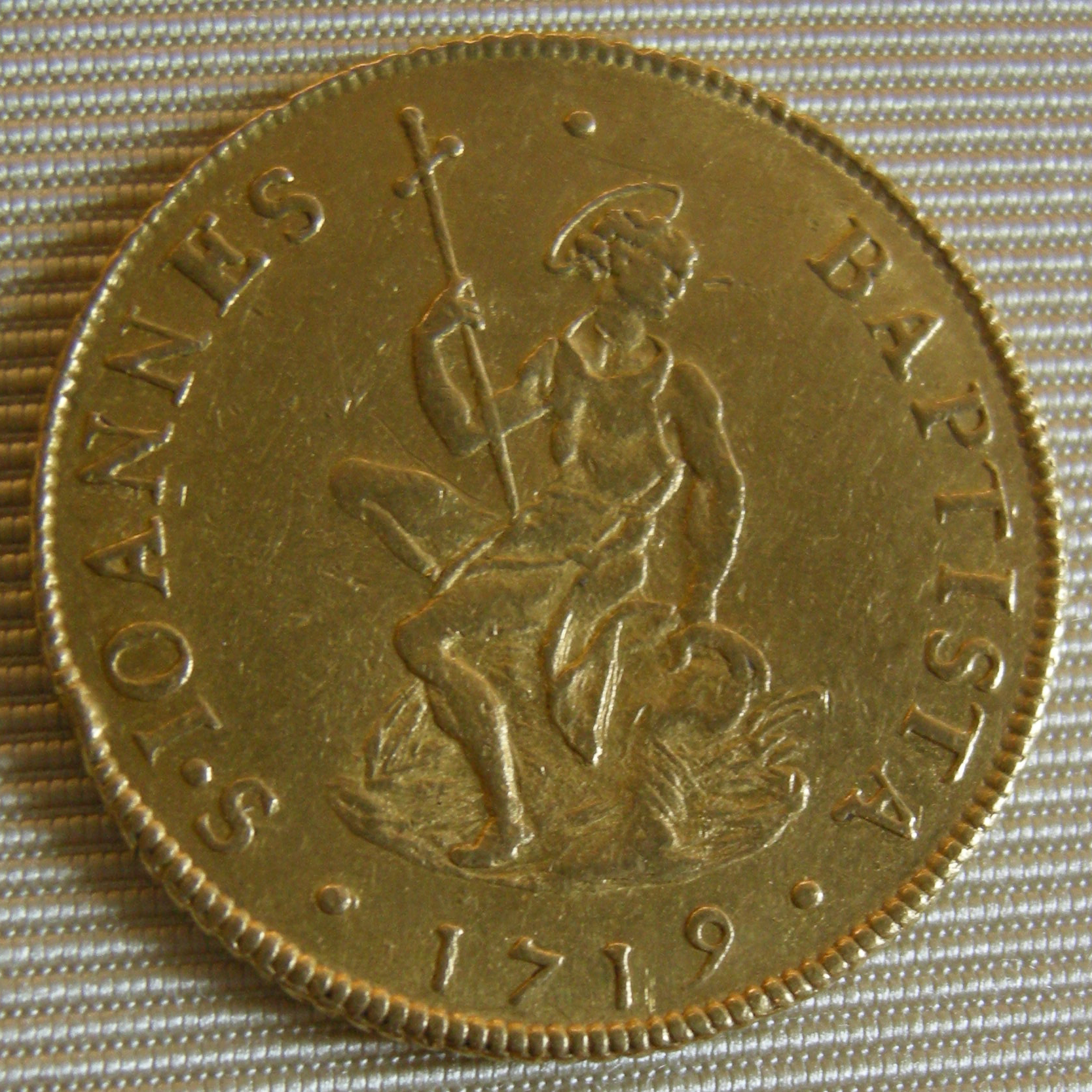
Ruspone d'or (1719) valant 40 lires frappé sous Cosme III, avers figurant Jean le Baptiste.

Les derniers fiorino d'or de la république de Florence sont frappés jusqu'en 1533. Après cette date, les souverains de Toscane privilégient leur comptabilité et leurs émissions en lires. Le duc Ferdinand Ier de Médicis fait frapper en 1600 des pièces en argent de 1 lire pesant 4,61 g à 958 millièmes, figurant son portrait à l'avers et Jean le Baptiste au revers. En 1623, le poids de la lire d'argent est ramené à 4,10 g. 
La plus petite pièce divisionnaire est le quattrino de cuivre, pesant en moyenne 0,70 g. Il faut 60 quattrini pour faire une lire. La pièce de 2 quattrini est appelée duetto. Trois quattrini font 1 soldo (sol ou sou en français), et 20 soldi font une lire. La pièce de 5 quattrini est appelée crazia (crazie au pluriel). D'autres pièces divisionnaires existent comme la pièce de 10 quattrini en billon, le paolo en argent pesant 2,68 g soit 2/3 de lire, le francescone d'argent pesant 27,5 g, vaut 10 paoli. La piastre d'argent (piastra) pèse 32,5 g, et vaut 7,5 lires. Entre 1803 et 1806, sont frappées des pièces de 10 lires d'argent appelées dena, et pesant 39,447 g, qui est l'une des plus grosses jamais frappées en Europe.
Des pièces d'or sont frappées à partir de 1718, appelées fiorino ou zecchino, sur le modèle des anciens florins d'or de la république, et pesant 3,18 g, équivalant à 13 lires ⅓. Le ruspone est le nom de la pièce de 3 florins d'or, valant 40 lires.
En 1803, la lire toscane vaut 0,84 francs français ou 3,78 g d'argent fin. 
Le tableau ci-dessous donne les équivalences en base quattrino :
| Monnaie       | Valeur |
| ------------- | ------ |
| Quattrino (q) | 1      |
| Soldo         | 3 q    |
| Paolo         | 40 q   |
| Lire          | 60 q   |
| Francescone   | 400 q  |
| Dena          | 600 q  |
| Fiorino       | 800 q  |
| Ruspone       | 2400 q |